# James William Good
James William Good (24 settembre 1866 – 18 novembre 1929) è stato un politico statunitense.

## Biografia
Nacque vicino a Cedar Rapids, in Iowa, da Henry e Margaret Combs Good. Studiò al Coe College, diplomandosi nel 1892, per poi entrare all'Università del Michigan, laureandosi in giurisprudenza nel 1893. Fu ammesso all'albo nel 1893 e iniziò a praticare a Indianapolis, nell'Indiana, lo stesso anno. Nel 1894 sposò Lucy Deacon, da cui ebbe due figli, James William Jr. e Robert Edmund Good.
Nel 1896 James tornò a Cedar Rapids, dove continuò a esercitare la professione di legale. Qui Good prestò servizio come procuratore della città, dal 1906 al 1908.
Nel 1909 Good divenne membro della Camera dei rappresentanti degli Stati Uniti, rimanendo in carica fino al 1921, rappresentato il quinto distretto congressuale dell'Iowa (allora composto dalle contee di Linn, Grundy, Benton, Marshall, Tama, Jones e Cedar). Divenne presidente della commissione per gli stanziamenti della Camera nel 1919 e continuò a ricoprire quella carica fino al 10 giugno 1921, quando Good presentò le proprie dimissioni; il repubblicano Cyrenus Cole, anch'egli di Cedar Rapids, prese il suo posto a seguito di un'elezione straordinaria vinse un'elezione straordinaria indetta per coprire il suo posto vacante.
Nel 1928 Good partecipò alla corsa di Herbert Hoover, un collega repubblicano dell'Iowa, per le elezioni alla presidenza degli Stati Uniti. Quando Hoover entrò in carica nel marzo 1929, nominò Good Segretario alla Guerra degli Stati Uniti; rimase in carica per otto mesi fino alla sua morte improvvisa, avvenuta per una peritonite causata da un'appendicite.
Morì a Washington il 18 novembre 1929, poco dopo il crollo della borsa di Wall Street.